# 愛·回家 (第二輯)
《愛·回家》（英語：Come Home Love），香港電視廣播有限公司時裝處境喜劇，主要演員包括張繼聰、黃翠如、張振朗、何君誠、吳業坤、龔嘉欣、麥長青、李楓及馬海倫，監製羅鎮岳。本劇為「Amazing Summer」2015的推介劇集之一。

## 軼聞
2016年，演員魏焌皓在拍攝此劇期間，據傳劇集導演張永豪一怒之下竟拿劇本猛力拍打魏焌皓的頭部，嚇到台前幕後的工作人員。
有報告指出，TVB內部對此事高度重視。據稱，張永豪因“火爆行徑”而被停職，開始暫時沒有參與工作。

## 概述
本劇為2012年首播的處境喜劇《愛·回家》的全新故事，部份演員是該劇的原班人馬，並與舊故事擁有共同世界，因此集數是由上一輯累積下來，但部份演員（如張振朗、馬海倫、龔嘉欣、陳潔玲、謝可逸、何君誠）在兩輯中分別飾演不同角色。

由於第一輯的收視與聲勢漸漸下滑，故無綫高層打算另開新劇，但由於希望繼續使用「愛·回家」這個名字，故並沒有結束此劇，只是進行比前作600集時更徹底的大改組，把前作馬家及律師樓角色原有戲份消去，主線改以健身中心及海味店為主。並以第一男主角張繼聰、第一女主角黃翠如打頭陣。不過此舉令一直支持馬家及律師樓的原有觀眾開始流失。而且張繼聰、黃翠如只「客串」兩個月就離開劇組，令演員陣容幾乎只剩下新面孔，對收視構成進一步打擊。
因第二輯的收視和口碑皆不理想，無綫高層計劃在2016年3月停拍本劇，籌備新的處境劇。為了本劇有一個完美的結局，第一輯的演員於2015年11月中起拍攝本劇，並於第925集《久別重逢》正式回歸，於12月23日播出。
2016年4月1日，《愛·回家》（第二輯）以跳舞作結。

## 首播时段
| 頻道                      | 所在地   | 播出日期      | 播出時間                                  |
| 翡翠台 高清翡翠台         | 香港     | 2015年7月6日  | 星期一至五 20:00-20:30                    |
| Astro華麗台 Astro華麗台HD | 马来西亚 | 2015年7月11日 | 星期六 18:00-20:30 （五集完整首播）       |
| Astro華麗台 Astro華麗台HD | 马来西亚 | 2015年8月10日 | 星期一至五 22:30-23:00 （與香港同天首播） |
| Astro華麗台 Astro華麗台HD | 马来西亚 | 2016年2月22日 | 星期一至五 20:00-20:30 （與香港同步首播） |
| HUB娛家戲劇台             | 新加坡   | 2016年5月26日 | 星期一至五 22:00-22:30                    |

## 演員表

### 「See See Fitness」健身中心
以九龍灣Leap（Seasons Fitness九龍灣分會舊址）為拍攝場地。背景大廈為都會軒。
| 演員           | 角色   | 關於角色 | 暱稱          |
| 鄭嘉樂（童年） | 常健新 | 前星級瑜伽導師及前總健身教練 See See Fitness大股東（擁有See See Fitness 70%股份）、老闆 溫詩詩之男友，於第831集反目，於第846集和平分手 嚴謹之中學同學及好友 倫立信之師兄 因童年父母離婚而對婚姻有恐懼 於第846集去馬爾代夫 於第994集回歸 名字影射：彭健新                                    | Leo 大師      |
| 張繼聰         | 常健新 | 前星級瑜伽導師及前總健身教練 See See Fitness大股東（擁有See See Fitness 70%股份）、老闆 溫詩詩之男友，於第831集反目，於第846集和平分手 嚴謹之中學同學及好友 倫立信之師兄 因童年父母離婚而對婚姻有恐懼 於第846集去馬爾代夫 於第994集回歸 名字影射：彭健新                                    | Leo 大師      |
| 黃翠如         | 溫詩詩 | 前市場經理、前CEO、股東及老闆娘（擁有See See Fitness 30%股份） 常健新之女友，於第831集反目，於第846集和平分手 分手後怕常健新變心自己一無所有而施計奪股權直至和平分手 王潔玲之姨甥女 方嘉尚之表姊 馮嫣霞之好友 於第846集前往馬爾代夫 於第994集回歸                                           | 詩詩 溫小姐   |
| 莫偉文         | 司徒生 | 立羅集團老闆 See See Fitness大客戸兼學員 司徒太太之夫 於第989集購入See See Fitness股份 |               |
| 溫裕紅         | 司徒太 | 「皓福明麗」珠寶集團主席/立羅集團老闆娘 企業醫生 司徒先生之妻 於第877集接手See See Fitness之小型咖啡室並任命利樂兒為經理 於第989集購入See See Fitness股份並任命方嘉尚為行政總監 |               |
| 何君誠         | 方嘉尚 | 1988年出生 市場經理/CEO/營業經理 於第846集被溫詩詩委任為行政總監 於第989集被司徒太太委任為行政總監 王潔玲之子 溫詩詩之表弟 倫立信之前情敵，後和解並成為好友 追求利樂兒，後死心 與魯仲德、王博仕合租同住 文惠蘭、成申行之租客 林希雅之鍾情對象，於952集成為其男友 林希雅、李淇、周穎嫻之鄰居 | Billy Billy哥 |
| 張振朗         | 倫立信 | 高級瑜伽導師及星級健身教練 於第846集被常健新委任為課程總監 追求利樂兒，於第879集成為其男友，於第994集成為其丈夫 方嘉尚之前情敵，後和解並成為好友 於第967集因捉賊跌傷十字韌帶，故於第968集辭職返回安輝海味工作 參見倫家                                                                      | Anson Anson哥 |
| 劉溫馨         | 林希雅 | 溫詩詩之秘書 後為方嘉尚之秘書 鍾情方嘉尚 於第949集因方嘉尚拒絕自己的愛意而辭職 於第952集被方嘉尚挽留，並成為其女友 與李淇、周穎嫻合租同住 方嘉尚、魯仲德、王博仕之鄰居 Juliababy之表妹 | Amy           |
| 陳潔玲         | 周穎嫻 | 瑜伽導師 與林希雅、李淇合租同住 方嘉尚、魯仲德、王博仕之鄰居 Jackson、Eric之前女友 魯仲德之鬥氣冤家，於第982集成為其女友 | 阿嫻 神婆     |
| 梁珈詠         | 宋梓茹 | 瑜伽導師 阿雄之前妻 飛飛之母，並有其撫養權，對其管教嚴厲 | Feya 怪獸家長 |
| 鄭健樂         | 馬屈帆 | 健身教練 | Raymond 阿帆  |
| 陳志健         | 王博仕 | 健身教練 追求李淇，於第940集成為其男友 與方嘉尚、魯仲德合租同住 文惠蘭、成申行之租客 林希雅、李淇、周穎嫻之鄰居 | 博士          |
| 楊家寶         | 任莉芝 | 於第816集任會籍顧問 於第824集任瑜伽導師，於第826集辭職前往印度 常健新好友之妹 患有渴睡症 | Gigi          |
| 魏焌皓         | 魯仲德 | 會籍顧問 曾向Rainbow Fitness出賣See See Fitness之機密 Juliababy之粉絲 與方嘉尚、王博仕合租同住 文惠蘭、成申行之租客 林希雅、李淇、周穎嫻之鄰居 周穎嫻之鬥氣冤家，於第982集成為其男友 於第973集成為倫立信的瑜伽導師之位接班人                                                                | Henry 大隻仔  |
| 梁 茵          | 李 淇  | 會籍顧問 與林希雅、周穎嫻合租同住 方嘉尚、王博仕、魯仲德之鄰居 Jackson之前女友 被王博仕追求，於第940集成為其女友 | Kay           |
| 蕭凱欣         | 梁麗昕 | 接待員 |               |
| 謝可逸         | 陸 磊  | 咖啡室員工 於第886集起兼職健身教練 名字諧音：綠女 | 雷神 阿磊     |
| 陳華鑫         | 洪 楠  | 咖啡室員工，後離職 名字諧音：紅男 |               |
| 龔嘉欣         | 利樂兒 | 於第877集成為咖啡室員工 其製作的曲奇得到司徒太太賞識 參見利家 | 樂兒          |

### 安輝海味

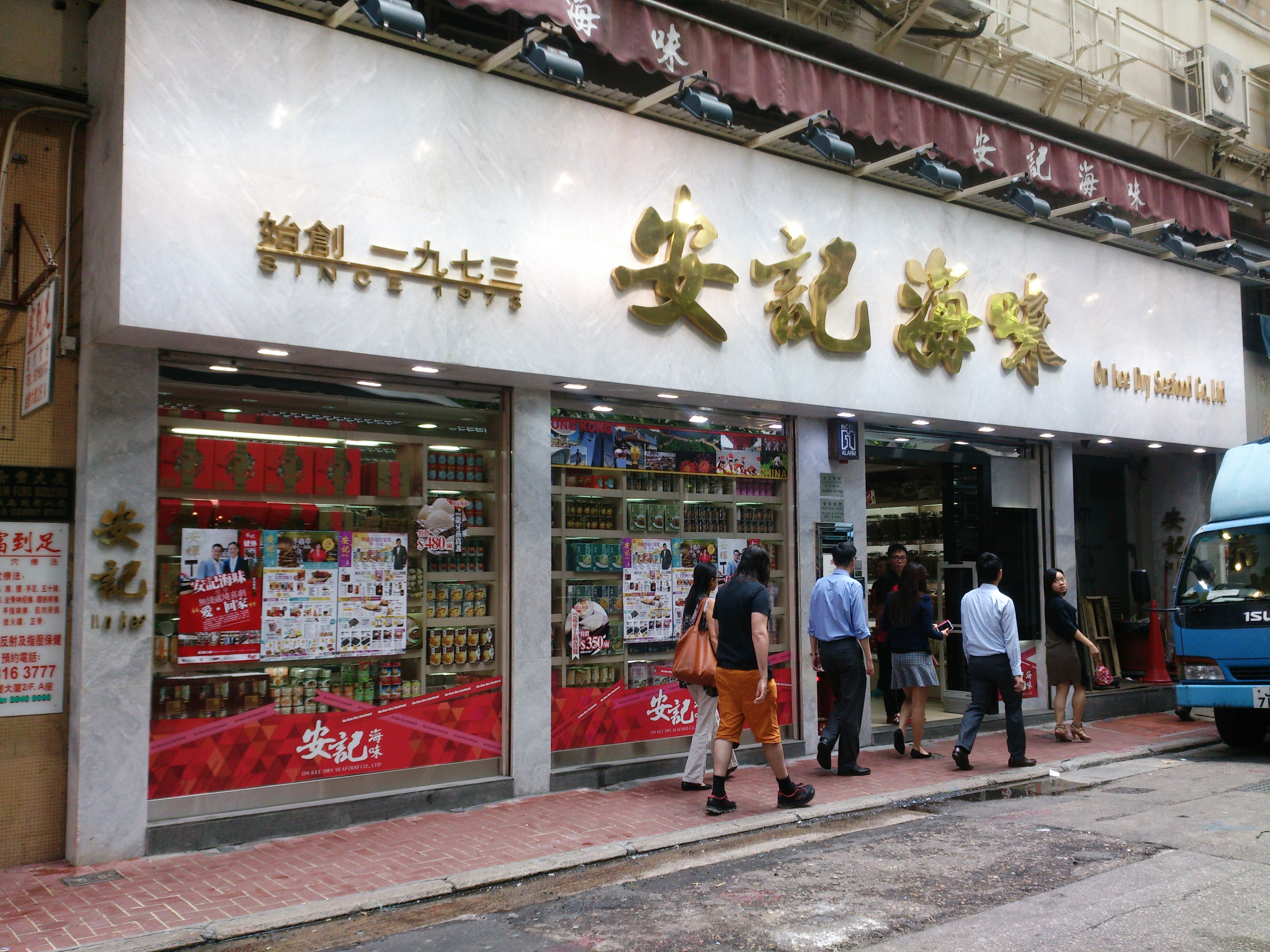
劇中的「安輝海味」以上環急庇利街安記海味為拍攝場地

以上環安記為拍攝場地。
| 演員   | 角色   | 關於角色                                                                                       | 暱稱               |
| 麥長青 | 倫伯寬 | 安輝海味老闆 賞識利樂兒、利樂童 參見倫家                                                       | 士頭 寬哥          |
| 李 楓  | 倫靜雯 | 安輝海味會計 討厭利樂童及利樂兒，後和好 參見倫家                                               | 大蚊姐             |
| 馬海倫 | 文惠蘭 | 安輝海味雜務總管 討厭利樂童及利樂兒，後和好 成申行之乾媽 方嘉尚、王博仕、魯仲德之業主 參見倫家 | 細蚊姐 蘭姨        |
| 張振朗 | 倫立信 | 安輝海味少東、繼承人 於第968集返回安輝海味工作 參見倫家                                        | Anson 信仔 Anson哥 |
| 龔嘉欣 | 利樂兒 | 安輝海味少奶、未來老闆娘 參見利家                                                              | 樂兒               |
| 江榮暉 | 林忠有 | 安輝海味職員 宋小花之舊情人 林玉露之堂弟 倫伯寬之堂小舅 倫立信之堂舅父                         | 吹水有 有哥 阿有   |
| 李興華 | 成申行 | 安輝海味職員 馮英愛之侄孫 文惠蘭之乾兒子 方嘉尚、王博仕、魯仲德之業主                          | 身痕仔             |
| 鄭恕峰 | 羅漢果 | 安輝海味職員                                                                                   | 阿漢 漢叔          |
| 廖麗麗 | 馮英愛 | 安輝海味職員 成申行之姑婆 宋小花之好友                                                         | 愛姐               |
| 吳業坤 | 利樂童 | 被倫立信引薦，於第851集入職安輝海味 文惠蘭、倫靜雯之眼中釘，後和好 參見利家                    | 四眼仔 樂童        |

### 倫家
| 演員           | 角色   | 關於角色 | 暱稱               |
| 李 楓          | 倫靜雯 | 倫伯寬之姊 倫立信之姑媽 林玉露之姑奶 利樂兒之姑奶奶 文惠蘭之好友，有時與其針鋒相對，於第987集與其結義金蘭 欣賞李明 | 大蚊姐 姑媽        |
| 盧偉文（少年） | 倫伯寬 | 倫靜雯之弟 林玉露之夫（結婚記念日為2月29日） 倫立信之父 林忠有之堂姐夫 利樂兒之家翁 與利國榮結怨，後和解並成為好友，最後更為其親家 范淑娥之親家 李明之業主、行家兼好友，欣賞她，與其暗生情愫，於第986集成為其男友       | 阿寬               |
| 麥長青         | 倫伯寬 | 倫靜雯之弟 林玉露之夫（結婚記念日為2月29日） 倫立信之父 林忠有之堂姐夫 利樂兒之家翁 與利國榮結怨，後和解並成為好友，最後更為其親家 范淑娥之親家 李明之業主、行家兼好友，欣賞她，與其暗生情愫，於第986集成為其男友       | 阿寬               |
| 沈愛琳         | 林玉露 | 倫伯寬之妻 倫立信之母 倫靜雯之弟婦 林忠有之堂姊 利樂兒之家婆 利國榮、范淑娥之親家 已患上腦癌而身亡 | 玉露               |
| 譚真一（童年） | 倫立信 | See See Fitness高級瑜伽導師 倫伯寬、林玉露之子 倫靜雯之侄子 林忠有之堂外甥 常健新之師弟 方嘉尚之前情敵 Aima之前男友 對貓敏感 追求利樂兒，於第879集成為利樂兒之男友，第994集成為其丈夫 利國榮、范淑娥之女婿 利樂童之姐夫 | Anson 信仔 Anson哥 |
| 張振朗         | 倫立信 | See See Fitness高級瑜伽導師 倫伯寬、林玉露之子 倫靜雯之侄子 林忠有之堂外甥 常健新之師弟 方嘉尚之前情敵 Aima之前男友 對貓敏感 追求利樂兒，於第879集成為利樂兒之男友，第994集成為其丈夫 利國榮、范淑娥之女婿 利樂童之姐夫 | Anson 信仔 Anson哥 |
| 龔嘉欣         | 利樂兒 | 倫立信之女友，後為其妻（第994集） 倫伯寬、林玉露之媳婦 倫靜雯之侄媳婦 林忠有之堂外甥媳婦 參見利家 | 樂兒               |
| 馬海倫         | 文惠蘭 | 林家、倫家傭人 倫靜雯之好友，但有時與其針鋒相對 於第987集與倫靜雯、倫伯寬結義金蘭 針對李明，後和解 | 細蚊姐 蘭姨        |

### 利家
| 演員           | 角色   | 關於角色 | 暱稱            |
| 姚浩政（青年） | 利國榮 | 范淑娥之夫 利樂兒、利樂童之父 倫立信之岳父 馬虎、招財富、邢楠之舊同僚 於利樂兒、利樂童18歲時離港環遊世界 與倫伯寬結怨，後和解並成為好友，最後更為其親家 林玉露之親家 跟田中老師學陶瓷，曾超人之師兄 曾被林忠有陷害 於第925集登場                                                 | 利Sir Johnson   |
| 張國強         | 利國榮 | 范淑娥之夫 利樂兒、利樂童之父 倫立信之岳父 馬虎、招財富、邢楠之舊同僚 於利樂兒、利樂童18歲時離港環遊世界 與倫伯寬結怨，後和解並成為好友，最後更為其親家 林玉露之親家 跟田中老師學陶瓷，曾超人之師兄 曾被林忠有陷害 於第925集登場                                                 | 利Sir Johnson   |
| 徐玟晴（青年） | 范淑娥 | 利國榮之妻 利樂兒、利樂童之母 倫立信之岳母 倫伯寬、林玉露之親家 於利樂兒、利樂童18歲時離港環遊世界 於第993集回港並首次登場 |                 |
| 樊奕敏         | 范淑娥 | 利國榮之妻 利樂兒、利樂童之母 倫立信之岳母 倫伯寬、林玉露之親家 於利樂兒、利樂童18歲時離港環遊世界 於第993集回港並首次登場 |                 |
| 龔嘉欣         | 利樂兒 | 網絡旅遊及美食達人 利國榮、范淑娥之女 利樂童之孿生姊姊 倫立信、方嘉尚之追求對象 文惠蘭、倫靜雯之眼中釘 暗戀蕭國華，誤以為自己被他追求 於第855集被巫得舒陷害 希望打造曲奇王國 於第877集受司徒太太聘請營業See See Fitness的小型咖啡室 於第879集選擇倫立信為男友，第994集成為其妻子 | 樂兒 家姐 公主  |
| 吳業坤         | 利樂童 | 利國榮、范淑娥之子 利樂兒之孿生弟弟 倫立信之舅仔 倫伯寬之游泳教練 安輝海味職員 曾因其姊與倫立信的關係而遭倫靜雯和文惠蘭針對 | Kenny 樂童 細佬 |

### 其他演員
| 演員   | 角色                  | 關於角色                                                                                   | 暱稱      |
| 淼     | 宋小花                | 劉甲之情婦，後分手 林忠有之舊情人 冯英愛之好友 倫家、安輝海味之鐘點工人 李明之舊同事兼助手 | 小花 邪花 |
| 喬寶寶 | Master Sharman Khamma | 世界知名瑜伽大師 常健新、倫立信之師父                                                      |           |
| 趙璧渝 | Kitty                 | See See Fitness瑜珈學員 「瑜珈三姊妹」之一                                                 |           |
| 劉嘉琪 | Mimi                  | See See Fitness瑜珈學員 「瑜珈三姊妹」之一                                                 |           |
| 陳靖雲 | Fion                  | See See Fitness瑜珈學員 「瑜珈三姊妹」之一                                                 |           |
| 梁舜燕 | 洛 怡                 | 騙去方嘉尚$8000                                                                            | 洛怡婆婆  |
| 范仲恒 | 王志明                | 律師／法律顧問 利樂兒、利樂童之小學同學兼舊鄰居 曾在英國留學                               | 鵪鶉仔    |
| 簡淑兒 | 佘慧兒                | 特別客串                                                                                   | Carmen    |
| 何俊軒 | Jackson               | 周穎嫻、李淇之前度男友 經常玩弄女人感情                                                    | 賤男      |
| 黃煒溏 | 阿 雄                 | 宋梓茹之前夫 飛飛之父，但沒有其撫養權                                                      |           |
| 蘇恩磁 | Lady Kwok             | 女富商                                                                                     |           |
| 林 偉  | 洪 武                 | 武打明星                                                                                   |           |
| 曾健明 | 李老闆                | 利樂童之前老闆                                                                             |           |
| 楊瑞麟 |                       | 常健新之父，後與妻子離婚                                                                   |           |
| 林淑敏 |                       | 常健新之母，後與丈夫離婚                                                                   |           |
| 蘇麗明 | 王潔玲                | 方嘉尚之母 溫詩詩之姨母                                                                    |           |
| 游茛維 | 廖先生                | 温詩詩的追求者                                                                             |           |
| 李忠希 | Macho                 | Rainbow Fitness之老闆                                                                      |           |
| 陳婉婷 | 巫德舒                | 利樂兒之舊同學 因嫉妒利樂兒而設法抺黑她                                                    | Windy     |
| 吳珮如 | May                   | 利樂兒之舊同學                                                                             |           |
| 余應彤 | Alex                  | 利樂兒之舊同學                                                                             |           |
| 朱斐斐 | Becky                 | 利樂兒之舊同學                                                                             |           |
| 譚永浩 | Calvin                | 利樂兒之舊同學                                                                             |           |
| 張雪瑩 | Dora                  | 利樂兒之舊同學                                                                             |           |
| 陳華鑫 | Fanny                 | 利樂兒之舊同學                                                                             |           |
| 李嘉晉 | Edwin                 | 利樂兒之舊同學                                                                             |           |
| 李 岡  | 劉 甲                 | 海味行家                                                                                   |           |
| 黃栢文 | 關 閱                 | 海味行家                                                                                   |           |
| 邵卓堯 | 張 炳                 | 海味行家                                                                                   |           |
| 曾慧雲 |                       | 劉甲之妻                                                                                   |           |
| 張本立 | 吳十四                |                                                                                            |           |
| 區靄玲 | 吳方秀秀              |                                                                                            |           |
| 陳明恩 | Mrs Johnson           | 利樂兒之好友 挪威曲奇繼承人                                                                |           |
| 何佩珉 | 洪桂英                | 太極師傅                                                                                   |           |
| 陳庭欣 | 朱利亞                | Juliababy 影星 林希雅之表姐                                                                |           |
| 袁鎮業 | 蕭國華                | 追求Irene 利樂兒之暗戀對象 （中學時期）                                                    | 田徑王子  |
| 沈爱琳 | Irene                 | 利樂兒之好友 蕭國華之暗戀對象 （中學時期）                                                 |           |
| 關宛珊 | Aima                  | 曾超人之私人助理 倫立信之前女友                                                            |           |
| 陳泓達 | 飛 飛                 | 宋梓茹、阿雄之子 對雞蛋敏感 喜歡足球                                                       |           |
|        | 大莫先生              | 李明之第二任丈夫，與其育有一子(莫永輝) 二莫先生之兄 於美國定居 已於2013年交通意外身亡      |           |
|        | 二莫先生              | 南非鮑魚場老闆 大莫先生之弟 李明之小叔 中風後將南非鮑魚場交給大嫂李鳴打理                  |           |
| 姚 兵  | 姜 總                 | 四川人 李鳴之客人 宋小花之同鄉                                                             |           |
| 秦 煌  | 徐 爺                 | 街坊有食神主持人（第904集）                                                                |           |
| 楊廷茵 |                       | See See Fitness 學員 第853集                                                               |           |
| 馬蹄露 | 屠三姐                | 宋小花之包租婆（第955集）                                                                  |           |
| 許碧姬 | 婆 婆                 | 喜愛吃片糖湯圓（第957集）                                                                  |           |
| 曾航生 | Dr.Cheong             | 獸醫 追求李明，但被其拒絕 （第971集）                                                      | 張醫生    |
| 陳嘉嘉 | 寵物傳心師            | 寵物傳心師 （第972集）                                                                     |           |
| 謝東閔 | Eric                  | 健身教練 欺谝周颖嫻感情 （第973集）                                                        |           |
| 姚浩政 | Joe Yueng             | 聯同Rainbow Fitness對付See SeeFitness （第989集）                                          |           |

### 第一輯角色

#### 馬家
| 演員   | 角色   | 關於角色 | 暱稱               |
| 劉 丹  | 馬 虎  | 馬柔同父異母之兄 蔡淑君之夫 馬健、馬強、馬壯之父 馬子仁、馬子妮之爷爷 李明、勞麗嫦之家翁 高秀蘋之孫老爺 許冬豪之孫岳父 馬家好之曾祖父 招財富、利國榮、邢楠之舊同僚兼好友 精通中國醫學，並成為林忠有之醫師 於第904集再次登場 參見上輯《愛·回家》 | 老虎仔 Tiger 大Sir |
| 韓毓霞 | 蔡淑君 | 馬虎之妻 馬柔之大嫂 馬健、馬強、馬壯之母 馬子仁、馬子妮之嫲嫲 李明、勞麗嫦之家婆 高秀蘋之孫奶奶 許冬豪之孫岳母 馬家好之曾祖母 已去世 於第932集僅在相片中出現 於第995集再次登場（結束時的跳舞部分） 參見上輯《愛·回家》 | 淑君               |
| 郭少芸 | 馬 柔  | 馬虎同父異母之妹 蔡淑君之姑仔 馬健、馬強、馬壯之姑姐 馬子仁、馬子妮之姑婆 馬家好之太姑婆 李明、勞麗嫦之姑奶奶 高秀蘋之太姑奶奶 許冬豪之太姑岳母 梁彥芬之前女友、前未婚妻 裘亞域之未婚妻，與其去旅行 於第993集再次登場 於第994集回港 參見上輯《愛·回家》 | 孻姑               |
| 黃德斌 | 裘亞域 | 馬柔之未婚夫，與其去旅行 於第993集再次登場 於第994集回港 參見上輯《愛·回家》 | 亞域 未來孻姑丈    |
| 徐 榮  | 馬 健  | 馬虎、蔡淑君之長子 馬柔之侄子 馬強、馬壯之兄 李明之夫 勞麗嫦之大伯 馬子仁、馬子妮之父 高秀蘋之家翁 許冬豪之岳父 馬家好之祖父 已於十多年前交通意外身亡 於第990集在馬家回憶中出現 參見上輯《愛·回家》 | 大佬健             |
| 徐 榮  | 馬 強  | 馬虎、蔡淑君之次子 馬柔之侄子 馬健之弟 馬壯之兄 勞麗嫦之夫 馬子仁、馬子妮之二叔兼養父 馬家好之祖父(非親生)、叔公 李明之小叔 高秀蘋之叔老爺 許冬豪之叔岳父 喜歡和查嘉澤、廖啟聰練習拳擊 於第904集再次登場 青年由譚坤倫飾演 參見上輯《愛·回家》 | 阿強               |
| 姚嘉妮 | 李 明  | 原名李美娟、李鳴 受小叔二莫先生所託，於南非打理鮑魚場 曾經擁有兩段婚姻 馬健、大莫先生之妻 馬虎、蔡淑君之大媳 馬柔之侄媳 馬子仁、馬子妮、莫永輝之母 高秀蘋之家婆 許冬豪之岳母 馬家好之祖母 馬強、馬壯、二莫先生之大嫂 勞麗嫦之妯娌 倫伯寬之好友兼行家，與其暗生情愫，後為其女友 被文惠蘭針對，後和解 宋小花之舊同事，後為室友 被曾超人、Dr.Cheong追求，但拒絕其 於上輯前往美國 於第938集回港並再次登場 於第945集成為倫伯寬之短期租客 於第986集成為倫伯寬之女友 參見上輯《愛·回家》 | Ming 大嫂          |
| 林漪娸 | 勞麗嫦 | 「一家一」婚禮籌劃公司合夥人 馬強之妻 馬健之弟婦 馬壯之二嫂 馬虎、蔡淑君之二媳 馬柔之侄媳 馬子仁、馬子妮之二婶兼養母 馬家好之祖母(非親生)、叔婆 李明之妯娌 高秀蘋之叔奶奶 許冬豪之叔岳母 崔晶晶、植美之舊同學 於第904集再次登場 參見上輯《愛·回家》 | 阿嫦 Diana         |
| 黎諾懿 | 馬 壯  | 查畢嚴三劍俠之一 馬虎、蔡淑君之三子 馬柔之侄子 馬健、馬強之弟 馬子仁、馬子妮之叔父 馬家好之三叔公 李明、勞麗嫦之小叔 高秀蘋之叔老爺 許冬豪之叔岳父 曹總、陳昆、查嘉澤、嚴謹、樓尚友、李志成、梁彥芬之好友 於第805集登場，第846集暫時離開劇集，第904集再次登場 參見上輯《愛·回家》 | John 阿壯          |
| 羅天宇 | 馬子仁 | 馬健、李明之子 馬強、勞麗嫦之姪兼養子 馬子妮之兄 莫永輝同母異父之兄 馬虎、蔡淑君之孫子 馬柔之侄孫 馬壯之姪 高秀蘋之夫 馬家好之父 許冬豪之大舅 於第904集再次登場 童年由冼海鍩飾演 參見上輯《愛·回家》 | 子仁               |
| 阮 兒  | 高秀蘋 | 馬子仁之妻 馬家好之母 馬健、李明之媳婦 馬強、勞麗嫦、馬壯之姪媳婦 馬虎、蔡淑君之孫媳婦 馬柔之侄孫媳婦 馬子妮、莫永輝之嫂子 許冬豪之舅嫂 於上輯懷孕 於第909集再次登場 於第932集誕下女儿(馬家好) 參見上輯《愛·回家》 | Pinky              |
| 蔣家旻 | 馬子妮 | 馬健、李明之女 馬強、勞麗嫦之姪女兼養女 馬子仁之妹 莫永輝同母異父之姊 馬虎、蔡淑君之孫女 馬柔之侄孫女 馬壯之姪女 馬家好之姑姐 高秀蘋之姑仔 於第904集再次登場 許冬豪之女友，第994集成為其妻子 參見上輯《愛·回家》 | 子妮 Tracy         |
| 李 豪  | 許冬豪 | 馬子妮之男友，第994集成為其丈夫 馬虎、蔡淑君之孫女婿 馬健、李明之女婿 馬柔之姪孫女婿 馬強、勞麗嫦、馬壯之姪女婿 馬子仁之妹夫 莫永輝之姐夫 高秀蘋之姑爺 馬家好之姑丈 於第931集再次登場 參見上輯《愛·回家》 | 阿豪               |
| 徐心怡 | 馬家好 | 馬子仁、高秀蘋之女 馬虎、蔡淑君之曾孫女 馬柔之曾侄孫女 馬健、李明之孫女 馬強、勞麗嫦之孫女(非親生)、姪孫女 馬壯之姪孫女 馬子妮、許冬豪、莫永輝之姪女 於第932集（2016年1月1日）出生 於第994集失蹤，實則在家中 於第995集尋回 | 家好               |

#### 樓家
| 演員   | 角色   | 關於角色 | 暱稱          |
| 姚瑩瑩 | 樓尚好 | 樓氏集團承繼人 查嘉澤之前妻 樓尚友之姊 於第993集再次登場                                                                 | Amanda 樓小姐 |
| 李霖恩 | 樓尚友 | 樓尚好之弟 向晴之夫 查嘉澤之前舅仔 馬壯、李志成、查嘉澤、嚴謹之好友 於樓氏集團工作 於第990集再次登場 參見上輯《愛·回家》 | 阿友 火星人   |
| 莊思明 | 向 晴  | 文員 樓尚友之妻 樓尚好之弟婦 李思思之好友 於第993集再次登場 參見上輯《愛·回家》                                          | Water 晴晴    |

#### 李家
| 演員   | 角色   | 關於角色                                                                                       | 暱稱      |
| 朱滙林 | 李志成 | 李思思之兄 馬壯、樓尚友、查嘉澤、嚴謹之好友 呂瞳之前男友 於第990集再次登場 參見上輯《愛·回家》 | 醒哥 阿醒 |
| 湯洛雯 | 李思思 | 李志成之妹 向晴之好友 上官飛之女友 於第993集再次登場 參見上輯《愛·回家》                       | 思思      |

#### 「執到寶」夜冷店
| 演員   | 角色   | 關於角色                                                   | 暱稱   |
| 徐 榮  | 馬 強  | 「執到寶」夜冷店老闆 參見馬家                              | 事頭   |
| 林漪娸 | 勞麗嫦 | 「執到寶」夜冷店老闆娘 參見馬家                            | 事頭婆 |
| 李家鼎 | 梁永洪 | 「執到寶」夜冷店員工 於第925集再次登場 參見上輯《愛·回家》 | 洪爺   |
| 葉家泓 | 泰     | 「執到寶」夜冷店員工 於第925集再次登場 參見上輯《愛·回家》 |        |

#### 嚴家
| 演員       | 角色   | 關於角色 | 暱稱    |
| Joe Junior | 嚴 格  | 藍素素之夫 嚴謹之父 馮嫣霞之家翁 於第994集再次登場 參見上輯《愛·回家》                                                                              |         |
| 雪 妮      | 藍素素 | 嚴格之妻 嚴謹之母 馮嫣霞之家姑 於第994集再次登場 參見上輯《愛·回家》                                                                                | Madonna |
| 張達倫     | 嚴 謹  | 查畢嚴三劍俠之一 嚴格、藍素素之子 馮嫣霞之第二任丈夫 常健新之中學同學及好友 於第805集登場，第846集暫時離開劇集，第989集再次登場 參見上輯《愛·回家》 | Richard |
| 楊卓娜     | 馮嫣霞 | 嚴謹之妻 嚴格、藍素素之媳婦 史林馮廖賴律師行之合夥人 溫詩詩之好友 於第805集登場，第846集暫時離開劇集，第989集再次登場 參見上輯《愛·回家》           | 霞姐    |

#### 第一輯其他角色
| 演員   | 角色     | 關於角色 | 暱稱       |
| 黃子雄 | 查嘉澤   | 查畢嚴三劍俠之一 於第805集登場，第846集暫時離開劇集，第979集再次登場 樓尚好之前夫 樓尚友之前姐夫 喜歡和馬強、廖啟聰練習拳擊 參見上輯《愛·回家》 | Damon 查生 |
| 蔡康年 | 曾超人   | 香港富商，地產大亨 藝術家 跟田中老師學陶瓷，利國榮之師弟 追求李明，但失敗 於第928集再次登場 參見上輯《愛·回家》                                 | 曾生       |
| 劉一飛 | 曹 總    | 馬壯之好友 於第951集再次登場 參見上輯《愛·回家》                                                                                                |            |
| 余子明 | 招財富   | 馬虎、邢楠之舊同事兼好友 不滿利國榮，後和好 招冰冰之父 於第925集再次登場 參見上輯《愛·回家》                                                    | 招Sir      |
| 潘芳芳 | 崔晶晶   | 「一家一」婚禮籌劃公司合夥人 勞麗嫦之舊同學 於第951集再次登場 參見上輯《愛·回家》                                                               | 關太       |
| 洋     | 邢 楠    | 馬虎、招財富之舊同事兼好友 不滿利國榮，後和好 於第953集再次登場 參見上輯《愛·回家》                                                             | 邢Sir      |
| 歐瑞偉 | 廖啟聰   | 史林馮廖賴律師行之合夥人 喜歡和馬強、查嘉澤練習拳擊 於第979集再次登場 參見上輯《愛·回家》                                                       | K.C.       |
| 張國雄 | 陳 昆    | 江湖人物 馬壯之好友 於第984集再次登場 參見上輯《愛·回家》                                                                                       | 昆哥       |
| 李偉健 | 程志美   | 史林馮廖賴律師行職員 廖啟聰之下屬 於第990集再次登場 參見上輯《愛·回家》                                                                         | Terry      |
| 譚炳文 | 司徒豹   | 腦退化症患者 退休懲教署職員 馬虎、招財富、邢楠、利國榮之舊同事兼好友 豹仔之父 於第991集再次登場 參見上輯《愛·回家》                             | 豹Sir 阿豹 |
| 區偉權 | 豹 仔    | 司徒豹之子 於第991集再次登場 參見上輯《愛·回家》                                                                                                |            |
| 趙希洛 | 呂 瞳    | 法律行政人員 李志成之前女友 於第993集再次登場 參見上輯《愛·回家》                                                                               | Angel      |
| 魯振順 | Kelvin   | 著名形象指導 馬子仁之師傅 於第994集再次登場 參見上輯《愛·回家》                                                                                 | Kel Kel    |
| 林師傑 | 上官飛   | 街頭歌手 李思思之男友 於第994集再次登場 參見上輯《愛·回家》                                                                                     | 木偶哥     |
| 譚嘉儀 | 司徒韻   | 上官飛之好友 於第994集再次登場 參見上輯《愛·回家》                                                                                              | V仔        |
| 鄭子誠 | 守雲開   | 查畢嚴律師事務所律師樓創辦人及合夥人 於第994集再次登場 參見上輯《愛·回家》                                                                      | 守生       |
| 古明華 | 畢 凡    | 查畢嚴律師事務所律師樓受薪合夥人 資深律師兼行政主管 於第994集再次登場 參見上輯《愛·回家》                                                       | Gino 賤佬  |
| 周寶霖 | 賴芝玲   | 史林馮廖賴律師事務所職員 於第994集再次登場 參見上輯《愛·回家》                                                                                  | Nicole     |
| 吳家樂 | 梁彥芬   | 馬壯之好友 住在御安大廈 馬柔之前男友、前未婚夫 於第994集再次登場 參見上輯《愛·回家》                                                            | 涼粉       |
| 梁舜燕 | 李曾合群 | 史林馮廖賴律師事務所合夥人 於第994集再次登場 參見上輯《愛·回家》                                                                                | Laura      |
| 陳芷尤 | 小 雲    | 誰家灶頭餐廳副經理 於第994集再次登場 參見上輯《愛·回家》                                                                                        |            |
| 謝東閔 | 祈詠倫   | 查畢嚴律師事務所律師樓之律師 於第994集再次登場 參見上輯《愛·回家》                                                                              | Alan       |
| 岑杏賢 | 申靜宜   | 查畢嚴律師事務所律師樓之秘書 查嘉澤之下屬 於第994集再次登場 參見上輯《愛·回家》                                                                 | 靜宜       |
| 關婉珊 | Samantha | 史林馮廖賴律師行之高級法律文員 曾追求許冬豪 於第994集再次登場 參見上輯《愛·回家》                                                               |            |
| 劉彩玉 | 植 美    | 「一家一」婚禮籌劃公司合夥人 勞麗嫦之舊同學 曾對馬強有好感 查嘉澤之前女友 於第994集再次登場 參見上輯《愛·回家》                                 | May        |
| 溫家偉 | 朝 偉    | 前「一家一」婚禮籌劃公司職員 曾為馬子妮之快速約會對象 於第994集再次登場 參見上輯《愛·回家》                                                     |            |
| 周 驄  | 陳 聰    | 馬壯之棋友 尹德如之外公 於第994集再次登場 參見上輯《愛·回家》                                                                                   | 陳伯       |
| 杜大偉 | 楊乃閔   | 富商 管美琪之夫 於第995集再次登場 參見上輯《愛·回家》                                                                                           | 細楊生     |
| 陳榮峻 | 江 基    | 龍福大廈保安 於第994集再次登場 參見上輯《愛·回家》                                                                                              | 基哥       |
| 邱惠玲 | 瓊 姑    | 龍福大清潔工 於第994集再次登場 參見上輯《愛·回家》                                                                                              | Amanda     |
| 李海生 | 趙頂天   | 中醫 馬虎之師弟 於第994集再次登場 參見上輯《愛·回家》                                                                                           | 天叔       |
| 劉江   | 岑濟材   | 前警務人員 於第995集再次登場 參見上輯《愛·回家》                                                                                                | 岑Sir      |

#### 第一輯單元角色
| 演員   | 角色   | 關於角色                  | 上輯出現集數 | 本輯再次出現集數 |
| 魏惠文 | 拐子佬 | 於上輯拐走B仔，後良心發現 | 第1、512集   | 第991集          |
| 黃梓瑋 | 拐子婆 | 於上輯拐走B仔，後良心發現 | 第1、512集   | 第991集          |
| 張美妮 | 招冰冰 | 招財富之女                | 第4集        | 第991集          |

## 各集主題
| 2015年                     |              |                           |                                |
| 集數                       | 香港首播日期 | 主題名稱                  | 故事主人翁                     |
| 805 （页面存档备份，存于） | 06/07/2015   | 愛情的背面                | 常健新、温詩詩                 |
| 806 （页面存档备份，存于） | 07/07/2015   | 過敏                      | 倫立信                         |
| 807 （页面存档备份，存于） | 08/07/2015   | 失眠的男人                | 嚴謹、馮嫣霞、常健新、温詩詩   |
| 808 （页面存档备份，存于） | 09/07/2015   | 臨老學瑜伽                | 文惠蘭、倫靜雯                 |
| 809 （页面存档备份，存于） | 10/07/2015   | 紫羅蘭的寬恕              | 洪武、常健新、溫詩詩           |
| 810 （页面存档备份，存于） | 13/07/2015   | 惡搞風雲                  | 倫立信、方嘉尚                 |
| 811 （页面存档备份，存于） | 14/07/2015   | 全民皆Sales               | 方嘉尚                         |
| 812 （页面存档备份，存于） | 15/07/2015   | 愛是懷疑                  | 常健新、温詩詩                 |
| 813 （页面存档备份，存于） | 16/07/2015   | 有，得救                  | 倫伯寬、倫立信、林忠有         |
| 814 （页面存档备份，存于） | 17/07/2015   | 似是故人來                | 常健新、任莉芝                 |
| 815 （页面存档备份，存于） | 20/07/2015   | 睡公主                    | 常健新、任莉芝                 |
| 816 （页面存档备份，存于） | 21/07/2015   | 我有我道理                | 常健新、温詩詩                 |
| 817 （页面存档备份，存于） | 22/07/2015   | 示愛                      | 常健新、温詩詩                 |
| 818 （页面存档备份，存于） | 23/07/2015   | 我的50％女友              | 倫立信、方嘉尚、利樂兒         |
| 819 （页面存档备份，存于） | 24/07/2015   | 愛我請留步                | 倫立信、方嘉尚、利樂兒         |
| 820 （页面存档备份，存于） | 27/07/2015   | 偏心                      | 常健新、任莉芝                 |
| 821 （页面存档备份，存于） | 28/07/2015   | 有．可疑                  | 文惠蘭、林忠有、成申行、羅漢果 |
| 822 （页面存档备份，存于） | 29/07/2015   | 玩出火                    | 倫立信、方嘉尚、利樂兒、利樂童 |
| 823 （页面存档备份，存于） | 30/07/2015   | 難為公私定分界            | 常健新、温詩詩、任莉芝         |
| 824 （页面存档备份，存于） | 31/07/2015   | 為愛準備                  | 常健新、温詩詩、任莉芝         |
| 825 （页面存档备份，存于） | 03/08/2015   | 你能愛我嗎?               | 常健新、温詩詩、任莉芝         |
| 826 （页面存档备份，存于） | 04/08/2015   | 疑心                      | 常健新、温詩詩、任莉芝         |
| 827 （页面存档备份，存于） | 05/08/2015   | 不請自來                  | 倫立信、方嘉尚、利樂兒、利樂童 |
| 828 （页面存档备份，存于） | 06/08/2015   | 我有我的專嚴              | 倫立信、方嘉尚、利樂兒、利樂童 |
| 829 （页面存档备份，存于） | 07/08/2015   | 遠香近臭                  | 倫立信、方嘉尚、利樂兒、利樂童 |
| 830 （页面存档备份，存于） | 10/08/2015   | 大師有喜                  | 常健新、溫詩詩                 |
| 831 （页面存档备份，存于） | 11/08/2015   | 愛，火花                  | 常健新、溫詩詩                 |
| 832 （页面存档备份，存于） | 12/08/2015   | 失聲記                    | 倫立信、方嘉尚、利樂兒、利樂童 |
| 833 （页面存档备份，存于） | 13/08/2015   | 一腳踏兩船                | 倫立信、利樂兒、利樂童         |
| 834 （页面存档备份，存于） | 14/08/2015   | 死都唔認：老              | 倫伯寬、倫立信、倫靜雯         |
| 835 （页面存档备份，存于） | 17/08/2015   | 愛．欺詐                  | 常健新、溫詩詩                 |
| 836 （页面存档备份，存于） | 18/08/2015   | 在沙漠中找不到愛          | 常健新、溫詩詩                 |
| 837 （页面存档备份，存于） | 19/08/2015   | 決裂                      | 常健新、溫詩詩                 |
| 838 （页面存档备份，存于） | 20/08/2015   | 第三類情敵                | 倫立信、方嘉尚、利樂兒、利樂童 |
| 839 （页面存档备份，存于） | 21/08/2015   | 茶碗外的風波              | 倫立信、方嘉尚、利樂兒、利樂童 |
| 840 （页面存档备份，存于） | 24/08/2015   | 高抬貴手                  | 倫立信、方嘉尚、利樂兒         |
| 841 （页面存档备份，存于） | 25/08/2015   | 優先座，誰可坐？          | 利樂童                         |
| 842 （页面存档备份，存于） | 26/08/2015   | 她還能愛他嗎              | 常健新、溫詩詩                 |
| 843 （页面存档备份，存于） | 27/08/2015   | 矢志不渝                  | 常健新、溫詩詩                 |
| 844 （页面存档备份，存于） | 28/08/2015   | 愛的恐懼                  | 常健新、溫詩詩                 |
| 845 （页面存档备份，存于） | 31/08/2015   | 心靈的桎梏(上)            | 常健新、溫詩詩                 |
| 846 （页面存档备份，存于） | 01/09/2015   | 心靈的桎梏(下)            | 常健新、溫詩詩                 |
| 847 （页面存档备份，存于） | 02/09/2015   | 我有我的堅持              | 倫立信、方嘉尚                 |
| 848 （页面存档备份，存于） | 03/09/2015   | 誰是鮑魚賊(上)            | 林忠有、成申行                 |
| 849 （页面存档备份，存于） | 04/09/2015   | 誰是鮑魚賊(下)            | 林忠有、成申行                 |
| 850 （页面存档备份，存于） | 07/09/2015   | 華麗轉工(上)              | 利樂童                         |
| 851 （页面存档备份，存于） | 08/09/2015   | 華麗轉工(下)              | 利樂童                         |
| 852 （页面存档备份，存于） | 09/09/2015   | 捉鬼二人組                | 倫立信、方嘉尚、魯仲德         |
| 853 （页面存档备份，存于） | 10/09/2015   | 倒下之後、站起之前:上     | 倫立信、方嘉尚                 |
| 854 （页面存档备份，存于） | 11/09/2015   | 倒下之後、站起之前:下     | 倫立信、方嘉尚                 |
| 855 （页面存档备份，存于） | 14/09/2015   | 那些年                    | 倫立信、方嘉尚、利樂兒         |
| 856 （页面存档备份，存于） | 15/09/2015   | 左右逢緣                  | 倫立信、方嘉尚、利樂兒         |
| 857 （页面存档备份，存于） | 16/09/2015   | 馬死落地行                | 倫立信、方嘉尚、利樂兒         |
| 858 （页面存档备份，存于） | 17/09/2015   | 股票風雲                  | 文惠蘭、倫靜雯                 |
| 859 （页面存档备份，存于） | 18/09/2015   | 我有我的位置              | 倫立信、方嘉尚                 |
| 860 （页面存档备份，存于） | 21/09/2015   | 亦師亦友(上)              | 倫伯寬、利樂童                 |
| 861 （页面存档备份，存于） | 22/09/2015   | 亦師亦友(下)              | 倫伯寬、利樂童                 |
| 862 （页面存档备份，存于） | 23/09/2015   | 巨大身型，弱小心靈        | 馬屈帆                         |
| 863 （页面存档备份，存于） | 24/09/2015   | 重新出發                  | 利樂兒、倫立信、方嘉尚         |
| 864 （页面存档备份，存于） | 25/09/2015   | 真金不怕洪爐火            | 倫立信、方嘉尚                 |
| 865 （页面存档备份，存于） | 28/09/2015   | 雙重關係傷關係(上)        | 倫伯寬、利樂童、文惠蘭、倫靜雯 |
| 866 （页面存档备份，存于） | 29/09/2015   | 雙重關係傷關係(下)        | 倫伯寬、利樂童、文惠蘭、倫靜雯 |
| 867 （页面存档备份，存于） | 30/09/2015   | 騙騙騙                    | 利樂童、文惠蘭、倫靜雯、成申行 |
| 868 （页面存档备份，存于） | 02/10/2015   | 零食保衛戰                | 方嘉尚                         |
| 869 （页面存档备份，存于） | 05/10/2015   | 死貓唔怕食                | 倫伯寬                         |
| 870 （页面存档备份，存于） | 06/10/2015   | 愛人結婚了，新郎不是我…們 | 倫立信、方嘉尚、利樂兒         |
| 871 （页面存档备份，存于） | 07/10/2015   | 鴛鴦曲奇夢                | Mrs Johnson                    |
| 872 （页面存档备份，存于） | 08/10/2015   | 最佳男友方程式            | 倫立信、方嘉尚、利樂兒         |
| 873 （页面存档备份，存于） | 09/10/2015   | 鐵腕VS懷柔                | 方嘉尚、倫立信                 |
| 874 （页面存档备份，存于） | 12/10/2015   | 喜怒哀樂                  | 利樂兒、倫立信                 |
| 875 （页面存档备份，存于） | 13/10/2015   | 小學雞                    | 利樂兒                         |
| 876 （页面存档备份，存于） | 14/10/2015   | 犧牲有價                  | 方嘉尚                         |
| 877 （页面存档备份，存于） | 15/10/2015   | 無心插柳                  | 倫立信、方嘉尚、利樂兒         |
| 878 （页面存档备份，存于） | 16/10/2015   | 心有靈犀                  | 倫立信、利樂兒                 |
| 879 （页面存档备份，存于） | 19/10/2015   | 危疾見真情                | 倫立信、方嘉尚、利樂兒         |
| 880 （页面存档备份，存于） | 20/10/2015   | 不能說的秘密              | 倫立信、方嘉尚、利樂兒         |
| 881 （页面存档备份，存于） | 21/10/2015   | 上陣不離父子兵            | 倫伯寬、利樂童                 |
| 882 （页面存档备份，存于） | 22/10/2015   | 幸運錢幣                  | 方嘉尚                         |
| 883 （页面存档备份，存于） | 23/10/2015   | 食得是福？                | 利樂童                         |
| 884 （页面存档备份，存于） | 26/10/2015   | 三個男人一間屋            | 倫立信、方嘉尚、利樂童         |
| 885 （页面存档备份，存于） | 27/10/2015   | 電話煩煩                  | 文惠蘭、倫靜雯                 |
| 886 （页面存档备份，存于） | 28/10/2015   | 磊敗磊戰                  | 陸磊                           |
| 887 （页面存档备份，存于） | 29/10/2015   | 鐘點風雲                  | 文惠蘭、倫靜雯                 |
| 888 （页面存档备份，存于） | 30/10/2015   | 傭人自擾                  | 文惠蘭                         |
| 889 （页面存档备份，存于） | 02/11/2015   | 怪獸家長                  | 宋梓茹                         |
| 890 （页面存档备份，存于） | 03/11/2015   | 誓不低頭                  | 王博仕                         |
| 891 （页面存档备份，存于） | 04/11/2015   | 美魔女的新衣              | 文惠蘭                         |
| 892 （页面存档备份，存于） | 05/11/2015   | 父子的秘密                | 倫伯寬、倫立信                 |
| 893 （页面存档备份，存于） | 06/11/2015   | 愛侶瑜珈                  | 倫立信、方嘉尚、利樂兒         |
| 894                        | 09/11/2015   | 真的揀定了                | 倫立信、方嘉尚、利樂兒         |
| 895                        | 10/11/2015   | 失戀有限期                | 方嘉尚                         |
| 896 （页面存档备份，存于） | 11/11/2015   | 蝨蹤罪                    | 方嘉尚                         |
| 897 （页面存档备份，存于） | 12/11/2015   | 童行鬥一番                | 利樂童、成申行                 |
| 898 （页面存档备份，存于） | 13/11/2015   | 蘭漢霧之戀                | 文惠蘭、羅漢果                 |
| 899 （页面存档备份，存于） | 16/11/2015   | 邪花再現                  | 倫伯寬、宋小花、羅漢果         |
| 900 （页面存档备份，存于） | 17/11/2015   | 邪花背面                  | 倫伯寬、宋小花                 |

| 2015年                              |              |                      |                                                            |
| 集數                                | 香港首播日期 | 主題名稱             | 故事主人翁                                                 |
| 901 （页面存档备份，存于）          | 18/11/2015   | 天上掉下十個億       | 王博仕                                                     |
| 902 （页面存档备份，存于）          | 20/11/2015   | 行行出狀元           | 利樂童                                                     |
| 903 （页面存档备份，存于）          | 23/11/2015   | 超級教練             | 方嘉尚、宋梓茹                                             |
| 904 （页面存档备份，存于）          | 24/11/2015   | 有．緣機             | 林忠有、宋小花                                             |
| 905 （页面存档备份，存于）          | 25/11/2015   | 邪花入宅             | 宋小花                                                     |
| 906 （页面存档备份，存于）          | 26/11/2015   | 童心未泯             | 利樂童                                                     |
| 907 （页面存档备份，存于）          | 27/11/2015   | 港女友誼             | 林希雅、周穎嫻、李淇                                       |
| 908 （页面存档备份，存于）          | 30/11/2015   | 棒打鴛鴦(上)         | 倫立信、利樂兒、文惠蘭、倫靜雯                             |
| 909 （页面存档备份，存于）          | 01/12/2015   | 棒打鴛鴦(下)         | 倫立信、利樂兒、文惠蘭、倫靜雯                             |
| 910 （页面存档备份，存于）          | 02/12/2015   | Anson．男神          | 倫立信                                                     |
| 911 （页面存档备份，存于）          | 03/12/2015   | 信．回家             | 倫立信                                                     |
| 912 （页面存档备份，存于）          | 04/12/2015   | 英雄救老             | 文惠蘭、成申行、林忠有、宋小花                             |
| 913 （页面存档备份，存于）          | 07/12/2015   | 契仔唔易做           | 文惠蘭、成申行                                             |
| 914 （页面存档备份，存于）          | 08/12/2015   | 無巧不成業主         | 文惠蘭、倫靜雯、方嘉尚、王博仕、魯仲德                     |
| 915 （页面存档备份，存于）          | 09/12/2015   | 姊妹情               | 文惠蘭、倫靜雯                                             |
| 916 （页面存档备份，存于）          | 10/12/2015   | 同居大作戰           | 方嘉尚、王博仕、魯仲德                                     |
| 917 （页面存档备份，存于）          | 11/12/2015   | 怪房客               | 林希雅、方嘉尚、王博仕、魯仲德                             |
| 918 （页面存档备份，存于）          | 14/12/2015   | 德德 Baby            | 魯仲德、Juliababy                                          |
| 919 （页面存档备份，存于）          | 15/12/2015   | 失常記(上)           | 利樂兒                                                     |
| 920 （页面存档备份，存于）          | 16/12/2015   | 失常記(下)           | 利樂兒                                                     |
| 921 （页面存档备份，存于）          | 17/12/2015   | 偷師                 | 利樂兒、文惠蘭、倫靜雯                                     |
| 922 （页面存档备份，存于）          | 18/12/2015   | 醋男子(上)           | 方嘉尚、王博仕、李淇                                       |
| 923 （页面存档备份，存于）          | 21/12/2015   | 醋男子(下)           | 方嘉尚、王博仕、李淇                                       |
| 924 （页面存档备份，存于）          | 22/12/2015   | 冬節留人             | 倫伯寬、林忠有、羅漢果、成申行                             |
| 925 （页面存档备份，存于）          | 23/12/2015   | 久別重逢             | 馬虎、利國榮                                               |
| 926 （页面存档备份，存于）          | 24/12/2015   | 爸爸的公主           | 利樂兒、利國榮                                             |
| 927 （页面存档备份，存于）          | 25/12/2015   | 信都有火             | 倫立信                                                     |
| 928 （页面存档备份，存于）          | 28/12/2015   | 真情考驗             | 倫立信、利國榮                                             |
| 929 （页面存档备份，存于）          | 29/12/2015   | 好事多磨             | 倫立信、利國榮                                             |
| 930 （页面存档备份，存于）          | 30/12/2015   | 寬．容               | 倫伯寬                                                     |
| 931 （页面存档备份，存于）          | 31/12/2015   | 除夕夜               | 倫伯寬、利國榮、馬氏一家                                   |
| 2016年                              |              |                      |                                                            |
| 932 （页面存档备份，存于）          | 01/01/2016   | 元'誕'B              | 馬氏一家                                                   |
| 933 （页面存档备份，存于）          | 04/01/2016   | 「德」人因果         | 魯仲德                                                     |
| 934 （页面存档备份，存于）          | 05/01/2016   | 馬家好．我們歡迎你   | 馬氏一家（但以馬子仁、高秀蘋為主線）                       |
| 935 （页面存档备份，存于）          | 06/01/2016   | 冤家終聚頭           | 倫伯寬、利國榮                                             |
| 936 （页面存档备份，存于）          | 07/01/2016   | 難為了乖仔           | 倫伯寬、利國榮、倫立信                                     |
| 937 （页面存档备份，存于）          | 08/01/2016   | 心中有數             | 利樂兒、宋梓茹                                             |
| 938 （页面存档备份，存于）          | 11/01/2016   | 禁室陪月             | 馬氏一家（但以高秀蘋為主線）                               |
| 939 （页面存档备份，存于）          | 12/01/2016   | 偷龍轉鳳             | 林忠有、宋小花                                             |
| 940 （页面存档备份，存于）          | 13/01/2016   | 防不勝防             | 方嘉尚、王博仕、魯仲德、林希雅、李淇                       |
| 941 （页面存档备份，存于）          | 14/01/2016   | 命中注定是有緣       | 倫伯寬、利國榮                                             |
| 942 （页面存档备份，存于）          | 15/01/2016   | 義工唔易做           | 方嘉尚、林希雅                                             |
| 943 （页面存档备份，存于）          | 18/01/2016   | 崖下有話兒           | 倫伯寬、利國榮                                             |
| 944 （页面存档备份，存于）          | 19/01/2016   | 燒出愛火花           | 方嘉尚、林希雅                                             |
| 945 （页面存档备份，存于）          | 20/01/2016   | 樓住有緣人           | 李明、倫伯寬                                               |
| 946 （页面存档备份，存于）          | 21/01/2016   | 美食的路標           | 倫立信、利樂兒                                             |
| 947 （页面存档备份，存于）          | 22/01/2016   | 豪門宴               | 勞麗嫦、李明、馬子妮                                       |
| 948 （页面存档备份，存于）          | 25/01/2016   | 緣來開始了           | 李明、倫伯寬                                               |
| 949 （页面存档备份，存于）          | 26/01/2016   | 無傷大雅             | 方嘉尚、林希雅                                             |
| 950 （页面存档备份，存于）          | 27/01/2016   | 格仔睡衣的秘密       | 利樂童、利國榮                                             |
| 951 （页面存档备份，存于）          | 28/01/2016   | 贏在起跑線           | 勞麗嫦                                                     |
| 952 （页面存档备份，存于）          | 29/01/2016   | 誰可取代             | 方嘉尚、林希雅                                             |
| 953 （页面存档备份，存于）          | 01/02/2016   | 家好月圓夜           | 馬氏一家                                                   |
| 954 （页面存档备份，存于）          | 02/02/2016   | 尚在人間             | 方嘉尚                                                     |
| 955 （页面存档备份，存于）          | 03/02/2016   | 柳暗花明             | 李明、宋小花                                               |
| 956 （页面存档备份，存于）          | 04/02/2016   | 年廿八．虎出發       | 馬虎                                                       |
| 957 （页面存档备份，存于）          | 05/02/2016   | 團圓．心暖．結善緣   | 馬虎、倫伯寬、利國榮                                       |
| 958 （页面存档备份，存于）          | 10/02/2016   | 赤口桃花劫           | 魯仲德、周穎嫻                                             |
| 959 （页面存档备份，存于）          | 11/02/2016   | 二億四千萬           | 馬氏一家（但以馬壯為主線）                                 |
| 960 （页面存档备份，存于）          | 12/02/2016   | 柳暗花明---又同居    | 李明、宋小花                                               |
| 961 （页面存档备份，存于）          | 15/02/2016   | 醉爆情人節           | 魯仲德、周穎嫻                                             |
| 962 （页面存档备份，存于）          | 16/02/2016   | 阿信的抉擇           | 倫立信                                                     |
| 963 （页面存档备份，存于）          | 17/02/2016   | 大德利是             | 魯仲德                                                     |
| 964 （页面存档备份，存于）          | 18/02/2016   | 情嫦在               | 馬子妮、勞麗嫦、李明                                       |
| 965 （页面存档备份，存于）          | 19/02/2016   | 遇見女神             | 馬子妮、利樂童                                             |
| 966 （页面存档备份，存于）          | 22/02/2016   | 元宵．緣聚．月常明   | 李明                                                       |
| 967 （页面存档备份，存于）          | 23/02/2016   | 信有明天(上)         | 倫立信                                                     |
| 968 （页面存档备份，存于）          | 24/02/2016   | 信有明天(下)         | 倫立信                                                     |
| 969 （页面存档备份，存于）          | 25/02/2016   | 謎一樣的真相         | 馬壯、李明、曾超人                                         |
| 970 （页面存档备份，存于）          | 26/02/2016   | 太子的考驗           | 倫立信                                                     |
| 971 （页面存档备份，存于）          | 29/02/2016   | 原來我從未放下(上)   | 倫伯寬                                                     |
| 972 （页面存档备份，存于）          | 01/03/2016   | 原來我從未放下(下)   | 倫伯寬                                                     |
| 973 （页面存档备份，存于）          | 02/03/2016   | 一級棒男             | 魯仲德、周穎嫻                                             |
| 974 （页面存档备份，存于）          | 03/03/2016   | 馬家四壯士           | 馬虎、馬壯、馬強、馬子仁                                   |
| 975 （页面存档备份，存于）          | 04/03/2016   | 小心小人             | 利樂童、文惠蘭                                             |
| 976 （页面存档备份，存于）          | 07/03/2016   | 有．計劃(上)         | 倫立信、林忠有                                             |
| 977 （页面存档备份，存于）          | 08/03/2016   | 有．計劃(下)         | 倫立信、林忠有                                             |
| 978 （页面存档备份，存于）          | 09/03/2016   | 你始終要走           | 勞麗嫦、馬子妮、許冬豪                                     |
| 979 （页面存档备份，存于）          | 10/03/2016   | 未曾離開過           | 馬強、馬子妮、許冬豪                                       |
| 980 （页面存档备份，存于）          | 11/03/2016   | 媽媽，I love you！   | 勞麗嫦、高秀蘋                                             |
| 981 （页面存档备份，存于）          | 14/03/2016   | 幸福胖侶             | 高秀蘋                                                     |
| 982 （页面存档备份，存于）          | 15/03/2016   | 德嫻聚一罪           | 魯仲德、周穎嫻                                             |
| 983 （页面存档备份，存于）          | 16/03/2016   | 爸爸的小確幸         | 倫立信、利樂兒、利國榮                                     |
| 984 （页面存档备份，存于）          | 17/03/2016   | 梟雄                 | 馬壯、曹總、曾超人、陳昆                                   |
| 985 （页面存档备份，存于）          | 18/03/2016   | 緣來我在意           | 李明、倫伯寬                                               |
| 986 （页面存档备份，存于）          | 21/03/2016   | 緣來擋不住           | 李明、倫伯寬                                               |
| 987 （页面存档备份，存于）          | 22/03/2016   | 細蚊姐的玻璃心       | 文惠蘭                                                     |
| 988 （页面存档备份，存于）          | 23/03/2016   | 孖你結婚             | 利樂兒、利樂童                                             |
| 989 （页面存档备份，存于）          | 24/03/2016   | 最後武士             | See See Fitness（但以Joe Yeung、司徒太太、司徒先生為主線） |
| 990 （页面存档备份，存于）          | 25/03/2016   | 藉着阿強說愛你       | 馬強、馬子仁、馬子妮                                       |
| 991 （页面存档备份，存于）          | 28/03/2016   | 我們的大Sir          | 馬虎                                                       |
| 992 （页面存档备份，存于）          | 29/03/2016   | 萬千星輝同慶賀       | 馬壯                                                       |
| 993 （页面存档备份，存于）          | 30/03/2016   | 幸福玻璃球           | 馬子妮、利樂兒                                             |
| 994 （页面存档备份，存于）          | 31/03/2016   | 此刻．不捨．無以言謝 | 全劇演員（但以馬家為主線）                                 |
| 995 (大結局) （页面存档备份，存于） | 01/04/2016   | 今夜．回家．愛在念掛 | 全劇演員 （但以馬家為主線）                                |

## 收視
以下為本劇於香港無綫電視翡翠台、高清翡翠台（2016年2月22日起分途廣播）之收視紀錄：
| 週次 | 集數    | 日期                    | 平均收視 | 最高收視 |
| 165  | 805-809 | 2015年7月6日-7月10日    | 25點     | 31點     |
| 166  | 810-814 | 2015年7月13日-7月17日   | 21點     | 22點     |
| 167  | 815-819 | 2015年7月20日-7月24日   | 23點     | 23點     |
| 168  | 820-824 | 2015年7月27日-7月31日   | 22點     | 23點     |
| 169  | 825-829 | 2015年8月3日-8月7日     | 21點     | 22點     |
| 170  | 830-834 | 2015年8月10日-8月14日   | 22點     | 27點     |
| 171  | 835-839 | 2015年8月17日-8月21日   | 21點     |          |
| 172  | 840-844 | 2015年8月24日-8月28日   | 21點     |          |
| 173  | 845-849 | 2015年8月31日-9月4日    | 21點     |          |
| 174  | 850-854 | 2015年9月7日-9月11日    | 20點     |          |
| 175  | 855-859 | 2015年9月14日-9月18日   | 20點     |          |
| 176  | 860-864 | 2015年9月21日-9月25日   | 20點     |          |
| 177  | 865-868 | 2015年9月28日-10月2日   | 20點     |          |
| 178  | 869-873 | 2015年10月5日-10月9日   | 22點     |          |
| 179  | 874-878 | 2015年10月12日-10月16日 | 21點     |          |
| 180  | 879-883 | 2015年10月19日-10月23日 | 22點     |          |
| 181  | 884-888 | 2015年10月26日-10月30日 | 21點     |          |
| 182  | 889-893 | 2015年11月2日-11月6日   | 22點     |          |
| 183  | 894-898 | 2015年11月9日-11月13日  | 22點     |          |
| 184  | 899-902 | 2015年11月16日-11月20日 | 21點     |          |

| 週次 | 集數    | 日期                        | 平均收視 | 最高收視 |
| 185  | 903-907 | 2015年11月23日-11月27日     | 22點     |          |
| 186  | 908-912 | 2015年11月30日-12月4日      | 22點     |          |
| 187  | 913-917 | 2015年12月7日-12月11日      | 21點     |          |
| 188  | 918-922 | 2015年12月14日-12月18日     | 22點     |          |
| 189  | 923-927 | 2015年12月21日-12月25日     | 22點     | 24點     |
| 190  | 928-932 | 2015年12月28日-2016年1月1日 | 22點     |          |
| 191  | 933-937 | 2016年1月4日-1月8日         | 23點     |          |
| 192  | 938-942 | 2016年1月11日-1月15日       | 23點     |          |
| 193  | 943-947 | 2016年1月18日-1月22日       | 24點     |          |
| 194  | 948-952 | 2016年1月25日-1月29日       | 24點     |          |
| 195  | 953-957 | 2016年2月1日-2月5日         | 22點     | 24點     |
| 196  | 958-960 | 2016年2月10日-2月12日       | 21點     |          |
| 197  | 961-965 | 2016年2月15日-2月19日       | 24點     |          |
| 198  | 966-970 | 2016年2月22日-2月26日       | 23點     |          |
| 199  | 971-975 | 2016年2月29日-3月4日        | 24點     |          |
| 200  | 976-980 | 2016年3月7日-3月11日        | 25點     | 27點     |
| 201  | 981-985 | 2016年3月14日-3月18日       |          |          |
| 202  | 986-990 | 2016年3月21日-3月25日       |          |          |
| 203  | 991-995 | 2016年3月28日-4月1日        |          |          |

## 獎項

### 萬千星輝頒獎典禮2015
| 獎項             | 單位                   | 結果 |
| ---------------- | ---------------------- | ---- |
| 最佳劇集         | 愛·回家                | 提名 |
| 最佳男主角       | 麥長青                 | 提名 |
| 最佳男配角       | 張振朗                 | 提名 |
| 飛躍進步男藝員   | 吳業坤                 | 提名 |
| 最受歡迎劇集歌曲 | 愛同行（主唱：鄭俊弘） | 提名 |

## 記事
- 2015年5月20日，《愛·回家》舉行「變新」記者會，宣佈愛回家將會繼續拍攝，並加入新演員，舊演員適當時候將會再次出現。新故事將於7月6日起播出。[7]
- 2015年5月27日：此劇於12:30於將軍澳電視廣播城一廠灰位舉行試造型記者會[8]。
- 2015年6月23日：此劇於15:15於將軍澳電視廣播城十一廠灰位舉行開鏡拜神記者會。
- 2015年7月5日：此劇於14:00於油塘大本型舉辦「夏日延續愛」宣傳活動。
- 2015年8月22日：此劇於11:30在深水埗海壇街235號豐盛大廈3樓惜食堂社區中心舉行「分享愛之味」宣傳活動。
- 2015年9月19日: 此劇於12:30在荃灣廣場舉行「中秋愛相隨」宣傳活動
- 2015年10月1日：由於20:55-21:35直播《維港煙花賀國慶》，劇集《無雙譜》提早於20:00-20:55播映，本劇暫停播映。
- 2015年11月19日：由於20:00-22:30直播《萬千星輝賀台慶2015》，本劇暫停播映。
- 2015年11月21日：此劇於12:30在馬鞍山鞍駿街15號雅濤居購物商場1樓4-12號舖Funzone紛鬆舉行「愛在天倫之樂」宣傳活動。
- 2015年12月19日：此劇於12:00在葵涌大窩口村富平樓地下耆康會懷熙葵涌長者地區中心舉行「冬日暖洋洋」宣傳活動。
- 2016年2月8日（年初一）：由於直播《2016國泰航空新春國際匯演之夜》及《保良金猴賀新春》，本劇暫停播映。
- 2016年2月9日（年初二）：由於19:55-20:35直播《欣賞香港．新春煙花匯演》，本劇暫停播映。
- 2016年2月20日：此劇在中環、觀塘等地拍攝倫立信與利樂兒、許冬豪與馬子妮的婚禮場面[9]。
- 2016年2月22日：隨着高清翡翠台改名為全新頻道J5，《愛·回家》只在翡翠台播出。
- 2016年2月25日：此劇拍攝煞科戲[10]。

## 外部連結
- 愛·回家 (第二輯) - myTV SUPER[]
- 愛回家創作組2015的新浪微博

## 電視節目的變遷
| 無綫電視翡翠台 星期一至五 20:00－20:30 時段                | 無綫電視翡翠台 星期一至五 20:00－20:30 時段                  | 無綫電視翡翠台 星期一至五 20:00－20:30 時段 |
| ---------------------------------------------------------- | ------------------------------------------------------------ | ------------------------------------------- |
|                                                            | 愛·回家 (第二輯) （第805－995集） （2015-07-06－2016-04-01） |                                             |
| 愛·回家 (第一輯) （第1－804集） （2012-05-14－2015-07-03） | 愛·回家之八時入席 （2016-04-04－2017-01-06）                 |                                             |

| 無綫電視高清翡翠台 星期一至五 20:00－20:30 時段            | 無綫電視高清翡翠台 星期一至五 20:00－20:30 時段                             | 無綫電視高清翡翠台 星期一至五 20:00－20:30 時段 |
| ---------------------------------------------------------- | --------------------------------------------------------------------------- | ----------------------------------------------- |
|                                                            | 愛·回家 (第二輯) （第805－965集） (結束兩台聯播) （2015-07-06－2016-02-19） |                                                 |
| 愛·回家 (第一輯) （第1－804集） （2012-05-14－2015-07-03） | （頻道更名為J5）8點財經 （2016-02-22－2017-05-05）                          |                                                 |

| Astro華麗台、Astro華麗台HD 星期六 18:00－20:30 時段                                                                          | Astro華麗台、Astro華麗台HD 星期六 18:00－20:30 時段                                                                                | Astro華麗台、Astro華麗台HD 星期六 18:00－20:30 時段                                                |
| --- | --- | -------------------------------------------------------------------------------------------------- |
| | 愛·回家 （第805－829集） （2015-07-11－2015-08-08）                                                                                | |
| 天天天晴 （第1－69集） （2015-01-24－2015-07-04） （18:00－19:30）至尊街頭魔法王 （2015-05-02－2015-07-04） （19:30－20:30） | 天天天晴 （第86－118集） （2015-08-15－2015-10-24） （18:00－19:30）街坊廚神舌戰新台韓 （2015-08-15－2015-12-12） （19:30－20:30） | |
| 星期一至五 22:30－23:00 時段                                                                                                 | | |
| 舞極限2015 - 決戰亞洲 （2015-08-07） （22:30－00:30）                                                                        | 愛·回家 (第二輯) （第830－965集） （2015-08-10－2016-02-19）                                                                       | Astro新秀大賽2015夢想成真特輯 （2016-02-22－2016-02-23） （22:30－00:00）東張西望 （2016-02-23－） |
| 星期一至五 20:00－20:30 時段                                                                                                 | | |
| 愛·回家 (第一輯) （第1－804集） （2012-12-25－2016-02-19）                                                                   | 愛·回家 (第二輯) （第966－995集） （2016-02-22－2016-04-01）                                                                       | 愛·回家之八時入席 （2016-04-04－2017-01-06）                                                       |

| HUB娛家戲劇台 劇集首映 星期一至五 22:00－22:30 時段        | HUB娛家戲劇台 劇集首映 星期一至五 22:00－22:30 時段          | HUB娛家戲劇台 劇集首映 星期一至五 22:00－22:30 時段 |
| ---------------------------------------------------------- | ------------------------------------------------------------ | --------------------------------------------------- |
|                                                            | 愛·回家 (第二輯) （第805－995集） （2016-05-26－2017-02-16） |                                                     |
| 愛·回家 (第一輯) （第1－804集） （2013-04-25－2016-05-25） | 愛·回家之八時入席 （2017-02-17－2017-11-23）                 |                                                     |

| 香港、 马来西亚 千禧经典台 星期一至五 10:45-12:00（香港时间） · 10:49-12:04（马来西亚时间）（三集连播） · 3月15日僅播兩集 | 香港、 马来西亚 千禧经典台 星期一至五 10:45-12:00（香港时间） · 10:49-12:04（马来西亚时间）（三集连播） · 3月15日僅播兩集 | 香港、 马来西亚 千禧经典台 星期一至五 10:45-12:00（香港时间） · 10:49-12:04（马来西亚时间）（三集连播） · 3月15日僅播兩集 |
| --- | --- | --- |
| | 愛·回家 (第二輯) （第805－995集） （2022年12月16日－2023年3月15日）                                                       | |
| 愛·回家 (第一輯) （第1－804集） （2021年12月6日－2022年12月15日）                                                         | 愛·回家之開心速遞 （第1集—） （2022年3月15日—）                                                                           | |